# Ouaddaï
Ouaddaï er en af de 23 regioner i Tchad. Regionens hovedby er Abéché. Regionen består af det som tidligere var præfekturet Ouaddaï. De vigtigste etniske grupper i Ouaddaï er arabere og mabaer. Økonomen i regionen er baseret på landbrug og opdræt. Nuværende guvernør i området er Mahmat Nimir Hamata, som i februar 2006 tog over efter Danyo Ndokédi.

## Inddeling
Ouaddaï-regionen er inddelt i fire departementer:
| Departement     | Hovedby   | Underpræfekturer                                        |
| --------------- | --------- | ------------------------------------------------------- |
| Assoungha       | Adré      | Adré, Hadjer Hadid, Mabrone, Borota, Molou              |
| Djourf Al Ahmar | Am Dam    | Am Dam, Magrané, Haouich                                |
| Ouara           | Abéché    | Abéché, Abougoudam, Abdi, Chokoyan, Bourtaïl, Amleyouna |
| Sila            | Goz Beïda | Goz Beïda, Koukou Angarana, Tissi, Adé                  |